# Can Jaume (Riells del Fai)
Can Jaume és una masia del poble de Riells del Fai, en el terme municipal de Bigues i Riells, al Vallès Oriental.
Està situada al nord-oest del terme i a ponent del poble al qual pertany, a ponent del camí que des de Riells del Fai mena a la Vall de Sant Miquel i a les masies de Can Jaume i de la Madella. És, de fet, el Camí de Sant Miquel del Fai.
A llevant i al sud-est de la masia s'estén el Pla de la Vinya.
Can Jaume conserva elements constructius del segle xviii, tot i les moltes modificacions sofertes modernament.
Està inclosa en el Catàleg de masies i cases rurals de Bigues i Riells.